# Mers-les-Bains
Mers-les-Bains – miejscowość i gmina we Francji, w regionie Hauts-de-France, w departamencie Somma.

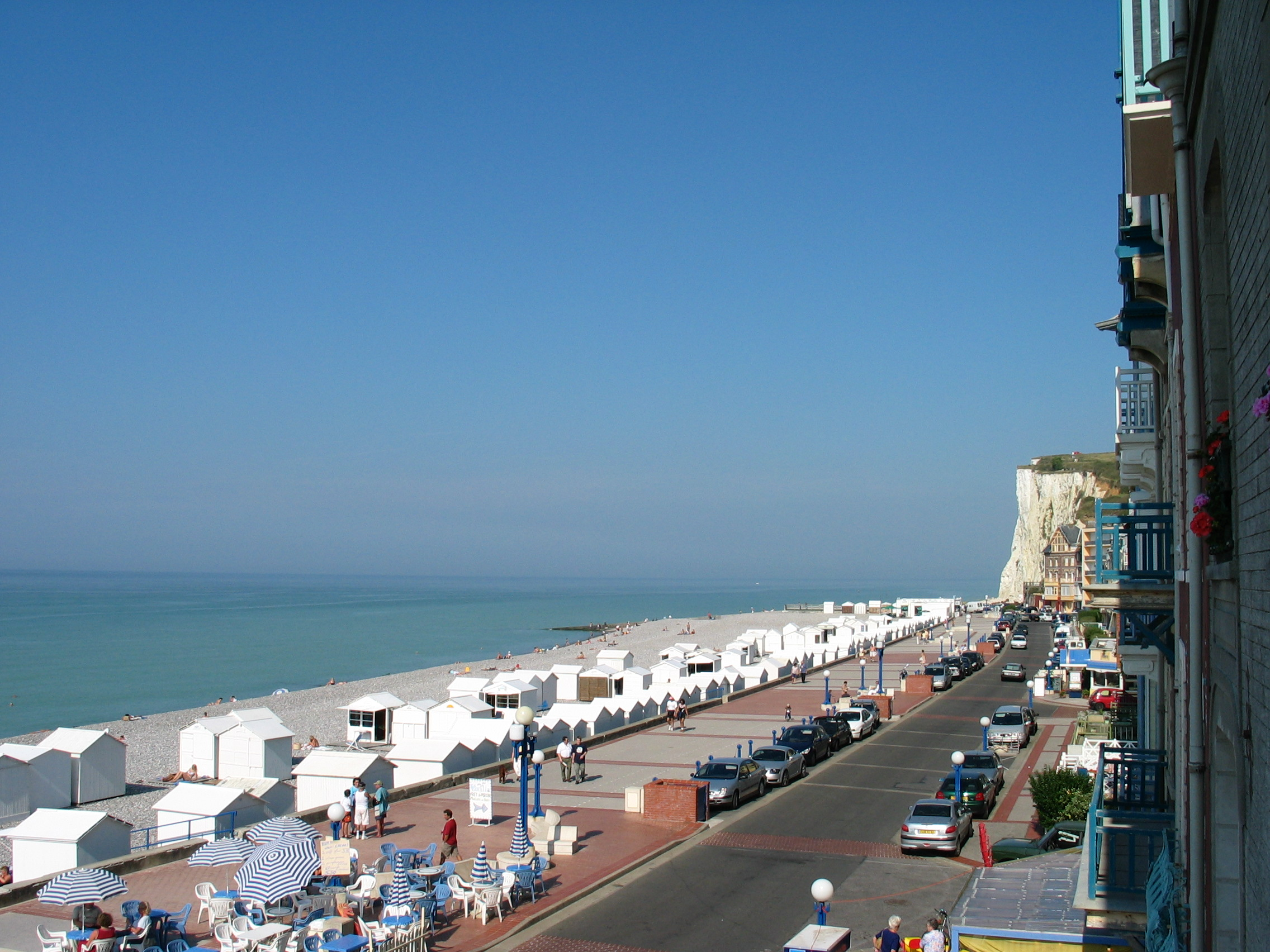
Mers-les-bains

Według danych na rok 2011 gminę zamieszkiwało 2917 osób, a gęstość zaludnienia wynosiła 541 osób/km² (wśród 2293 gmin Pikardii Mers-les-Bains plasuje się na 59. miejscu pod względem liczby ludności, natomiast pod względem powierzchni na miejscu 836.).